# Soudoud
Soudoud è uno dei tre comuni del dipartimento di Moudjeria, situato nella regione di Tagant in Mauritania. Contava 18 824 abitanti nel censimento della popolazione del 2013.